# Campillos
Campillos er en by og kommune i det sydlige Spanien i provinsen Málaga. Den har et indbyggertal på 8.499 (2024) indbyggere.